# Lepší místo
Lepší místo byla česká on-line a off-line platforma, jejíž hlavní součástí je nástroj pro nahlašování a správu občanských podnětů a navazuje na něj fundraising veřejně prospěšných projektů. Platforma má sloužit k tomu, aby lidé, firmy a obce měnili své okolí k lepšímu. Základem projektu byla mobilní aplikace pro zasílání podnětů obcím, která umožňuje sledovat postup řešení podnětu. Spuštěna byla v roce 2011, provozoval ji tým vedený Petrem Steklým. 30. listopadu 2018 byl projekt sloučen s projekty ZmapujTo a Ukliďme Česko Miroslava Kubáska a Mobilním rozhlasem Ondřeje Švrčka do platformy Zlepšeme Česko, přičemž v rámci aplikace Mobilní rozhlas získávají obce platformu pro správu přijatých podnětů. Cílem je vytvořit celonárodní univerzální platformu pro občanskou participaci a řešení komunálních problémů. Provozovatelé těchto projektů se přitom označují za „osobnosti smart city scény“.
Projekt začal v Kolíně a iniciátorem byl dle legendy v roce 2012 programátor Jiří Rozvařil, který chtěl nahlásit městu hromadu asfaltu. Udělal jednoduchý program, který vezme fotku a pošle ji na úřad. Projekt podpořil mladý starosta Vít Rakušan, který byl otevřený moderním technologiím. Poté se projektu ujala obecně prospěšná společnost Prostor, kterou vede Petr Steklý a která realizuje různé komunitní projekty, provozuje lesní školky i psychologickou poradnu pro mládež.Tato společnost získala prostředky a postavila mobilní aplikaci včetně manažerského nástroje pro starostu a úředníky, kteří mohou tipy delegovat na konkrétního člověka. Stav řešení podnětu a odpověď úředníka občanovi vidí v systému i veřejnost. Ve druhém kroku chtěl ředitel Petr Steklý do projektu zapojovat aktivní lidi, nadace, firmy, které něco podporují, nebo neziskové organizace, aby ukázaly, co dělají dobrého ve veřejném prostoru, aby to byla inspirace ostatním. V roce 2015 Prostor připravoval i funkcionalitu interních tipů, kdy si určitá skupina lidí může mezi sebou neveřejně posílat tipy. Aplikace používají tři programovací jazyky, veškeré fotky má projekt v cloudu Microsoft Azure.
V letech 2015–2016 projekt údajně fungoval ve 103 městech.
Jablonec nad Nisou byl mezi městy, která byla do projektu zapojena. Protože však od roku 2019 nový provozovatel požadoval několikanásobně vyšší poplatek, město se rozhodlo jej nahradit vlastním systémem Lepší Jablonec, přičemž mobilní aplikaci lze instalovat jako doplněk k už existující aplikaci Jablonec v mobilu. Podobně i Žďár nad Sázavou byl do systému zapojen od roku 2015, ale když provozovatel oznámil ukončení provozu aplikace a nabídl přechod k nové aplikaci Mobilní rozhlas, její nové cenové podmínky byly pro město nepřijatelné a tak se vedení města rozhodlo službu ukončit, zkušenosti však chce využít v chystaném projektu Chytrý Žďár.
V únoru 2019 je na webu projektu Lepší místo uvedena jako provozovatel obchodní společnost Better place, s.r.o.